# Far Beyond Driven
Far Beyond Driven sedmi je studijski album američkog heavy metal sastava Pantera, objavljen 15. ožujka 1994. pod izdavačkom kućom EastWest Records. 
Smatra se jednim od najekstremnijih albuma koji se nalazio na vrhu Billboard 200 top liste. Ovo je ujedno i prvi album na kojem je Darrell potpisan kao "Dimebag", umjesto kao "Diamond Darrell". Na albumu se nalazi i njihova prva obrada, pjesme "Planet Caravan" Black Sabbatha.

## Popis pjesama
| 1.    | »Strength Beyond Strength«                      | 3:37 |
| 2.    | »Becoming«                                      | 3:04 |
| 3.    | »5 Minutes Alone«                               | 5:46 |
| 4.    | »I'm Broken«                                    | 4:23 |
| 5.    | »Good Friends and a Bottle of Pills«            | 2:52 |
| 6.    | »Hard Lines, Sunken Cheeks«                     | 6:59 |
| 7.    | »Slaughtered«                                   | 3:56 |
| 8.    | »25 Years«                                      | 6:04 |
| 9.    | »Shedding Skin«                                 | 5:35 |
| 10.   | »Use My Third Arm«                              | 4:50 |
| 11.   | »Throes of Rejection«                           | 5:00 |
| 12.   | »Planet Caravan« (obrada pjesme Black Sabbatha) | 4:02 |
| 56:08 |                                                 |      |

## Top liste
| Godina | Top lista     | Pozicija |
| ------ | ------------- | -------- |
| 1994.  | Billboard 200 | 1.       |
| 1994.  | UK            | 3.       |
| 1994.  | Australija    | 1.       |

## Produkcija
- Pantera

- Phil Anselmo – vokal
- Dimebag Darrell – gitara, akustična gitara
- Rex Brown – bas-gitara
- Vinnie Paul – bubnjevi

- Terry Date – producent, mikser